# Campionato italiano a squadre di calcio da tavolo 2019
Il Campionato italiano a squadre di calcio da tavolo del 2019 si è svolto a San Benedetto del Tronto, sia il girone di andata che di ritorno.

## Classifica finale 2019
|  |     | Classifica finale 2019   | Pt | G  | V  | N | P  | PV | PP | DI  |
|  | --- | ------------------------ | -- | -- | -- | - | -- | -- | -- | --- |
|  | 1.  | Fiamme Azzurre           | 61 | 22 | 20 | 1 | 1  | 62 | 13 | 49  |
|  | 2.  | F.lli Bari Reggio Emilia | 55 | 22 | 17 | 4 | 1  | 60 | 15 | 45  |
|  | 3.  | Napoli Fighters          | 53 | 22 | 17 | 2 | 3  | 53 | 19 | 34  |
|  | 4.  | Eagles Napoli            | 37 | 22 | 11 | 4 | 7  | 40 | 28 | 12  |
|  | 5.  | Black and Blue Pisa      | 33 | 22 | 9  | 6 | 7  | 40 | 33 | 7   |
|  | 6.  | Bologna Tigers           | 30 | 22 | 8  | 6 | 8  | 36 | 34 | 2   |
|  | 7.  | Ascoli                   | 27 | 22 | 8  | 3 | 11 | 32 | 39 | -7  |
|  | 8.  | Salernitana              | 26 | 22 | 7  | 5 | 10 | 28 | 41 | -13 |
|  | 9.  | Stella Artois Milano     | 15 | 22 | 3  | 6 | 13 | 24 | 55 | -31 |
|  | 10. | Master Sanremo           | 14 | 22 | 3  | 5 | 14 | 19 | 52 | -33 |
|  | 11. | Leonessa Brescia         | 12 | 22 | 2  | 6 | 14 | 19 | 49 | -30 |
|  | 12. | Warriors Torino          | 7  | 22 | 1  | 4 | 17 | 18 | 53 | -35 |

## Formazione della squadra campione d'Italia
- Carmine Napolitano
- Luca Colangelo
- Juan Noguera
- Alberto Mateos
- Giosuè Esposito
- Hansel Mallia